# Carlo Cardazzo
Carlo Cardazzo (Venezia, 16 ottobre 1908 – Pavia, 16 novembre 1963) è stato un editore, collezionista d'arte e mercante d'arte italiano.

## Biografia
Nato da una famiglia veneziana di imprenditori, a diciotto anni iniziò un'attività di collezionista acquistando opere di artisti dell'avanguardia italiana finanziato dal padre Vincenzo Cardazzo. Arricchì lungo tutti gli anni trenta e quaranta la sua collezione con dipinti di De Chirico, Morandi, Sironi e sculture di Marini e Martini. Nel contempo cominciò a sviluppare rapporti con il mondo della musica, della fotografia e del cinema.
Nel 1934 fondò a Venezia le Edizioni del Cavallino, dando vita a collane di arte, letteratura e poesia. È del 1938 una delle prime edizioni delle poesie di Leonardo Sinisgalli, illustrate dai disegni di Domenico Cantatore. Negli anni successivi pubblicò le prime edizioni italiane di Guillaume Apollinaire, Paul Éluard, Alfred Jarry, Paul Valéry, l'introduzione del primo manifesto del Surrealismo di André Breton, la riedizione dei Manifesti del Futurismo.
Sempre a Venezia, nel 1942 aprì la Galleria del Cavallino, che ospitò nelle sue sale le opere dei maggiori artisti dell'arte moderna organizzando spesso le loro prime mostre personali o le loro prime esposizioni in Italia.
Nel 1946 si stabilì a Milano e, in via Manzoni 45, fondò la Galleria del Naviglio. Divenne amico di Peggy Guggenheim, che cominciò ad acquistare da lui opere di artisti destinati a divenire celebri.
Nel 1955 apre a Roma, insieme a Vittorio del Gaizo, la Galleria Selecta, che opererà fino al 1960.
Con le Edizioni del Cavallino, pubblicò le monografie dedicate, tra gli altri, a Carlo Carrà, Ferruccio Bortoluzzi, Franco Gentilini, Giuseppe Capogrossi, Lucio Fontana e le cartelle di litografie originali di Campigli, Carrà, Gentilini e Scanavino.
Organizzò mostre diventate storiche, tra cui la prima mostra, nel mondo, di ambiente spaziale a luce nera, ideata da Lucio Fontana e allestita presso la Galleria del Naviglio; oltre ad altre centinaia, non meno importanti, in Italia ed all'estero in collaborazione con le principali gallerie d'arte del mondo a Helsinki, New York, Amsterdam, Sydney, Zurigo, San Francisco, Parigi, Tokyo.
Il suo principale collaboratore fu suo fratello e socio Renato Cardazzo che lo affiancò sin dagli inizi della sua avventura.  Dopo la morte di Carlo, Renato prese la direzione della galleria del Naviglio a Milano (a Venezia fondò la galleria Navigliovenezia), mentre la direzione della Galleria del Cavallino a Venezia passò ai figli di Carlo, Paolo e Gabriella. 
La Peggy Guggenheim Collection di Venezia ha reso omaggio a Cardazzo e alla sua eclettica personalità di mecenate, collezionista, editore e gallerista, organizzando la mostra "Carlo Cardazzo. Una nuova visione dell'arte" dal 1º novembre 2008 al 1º marzo 2009, a cura di Luca Massimo Barbero.
La scrittrice Milena Milani è stata la compagna della sua vita.

## Fondo Librario Cardazzo
La biblioteca personale di Cardazzo, donata dagli eredi intorno alla metà degli anni ’80, è oggi conservata nella sua unità fisica originaria presso la Biblioteca di Area Umanistica (BAUM) dell'Università Ca' Foscari Venezia ed è consultabile su richiesta.